# 愛・地球博記念公園

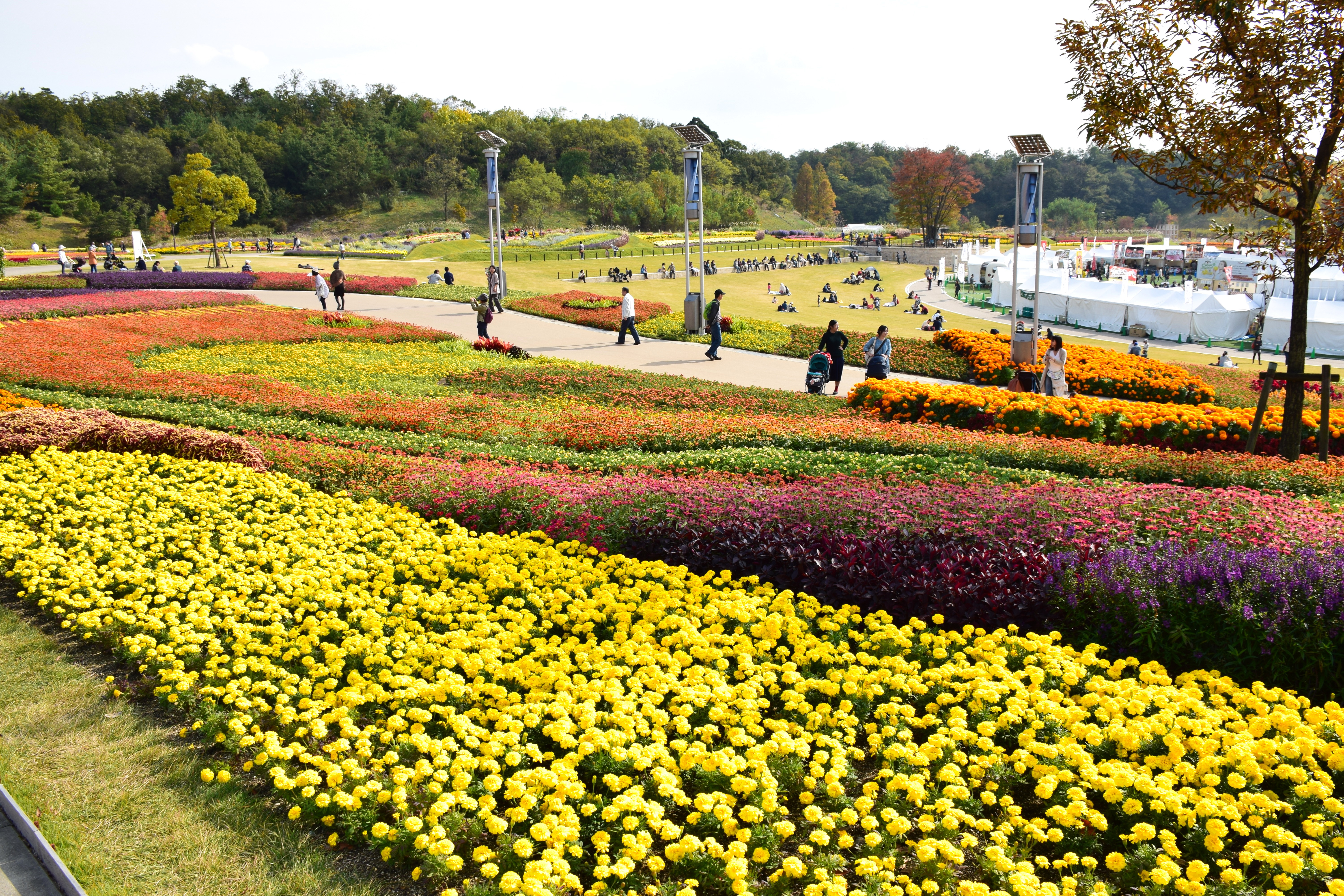
園内風景

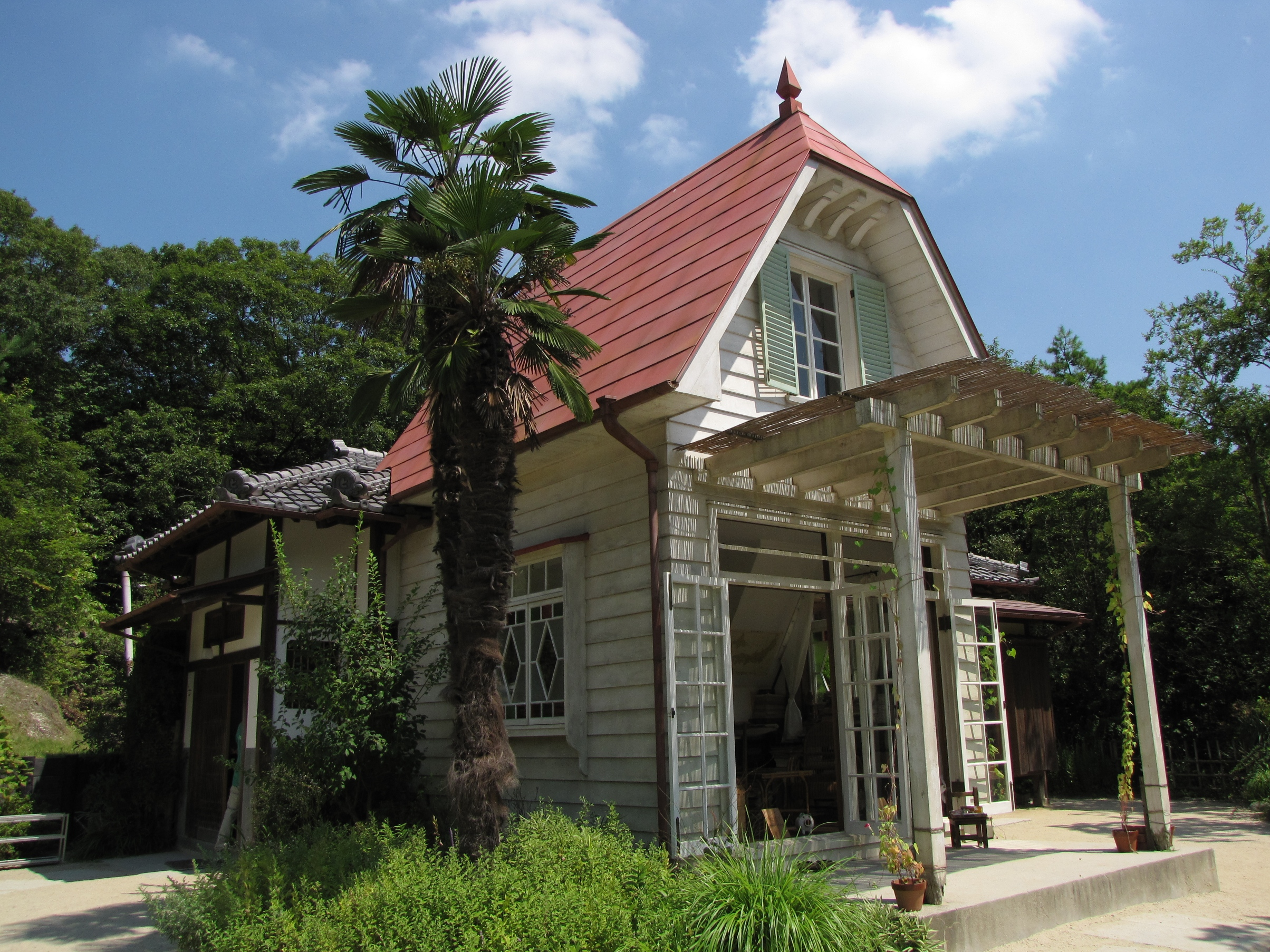
サツキとメイの家

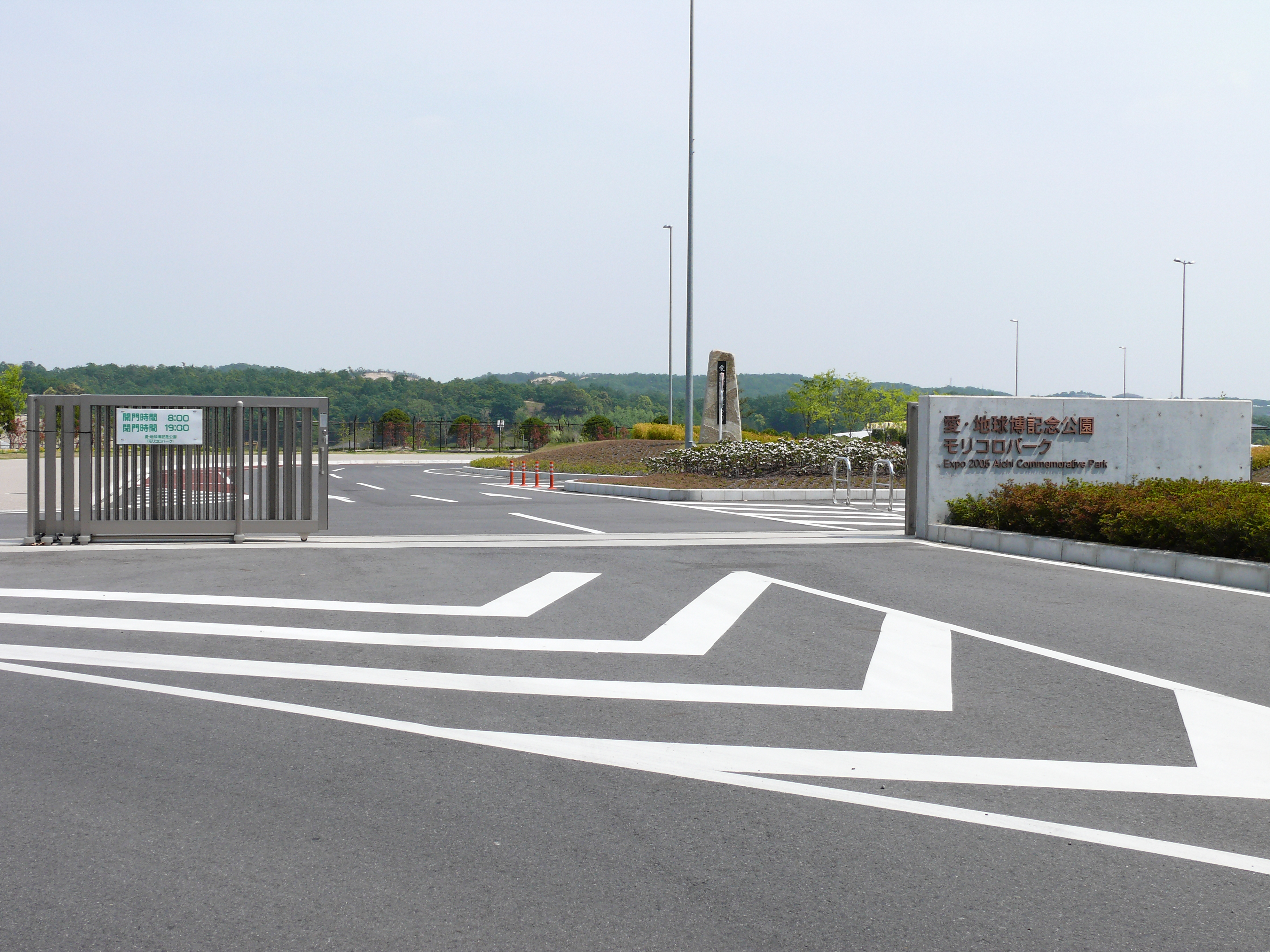
愛・地球博記念公園正門

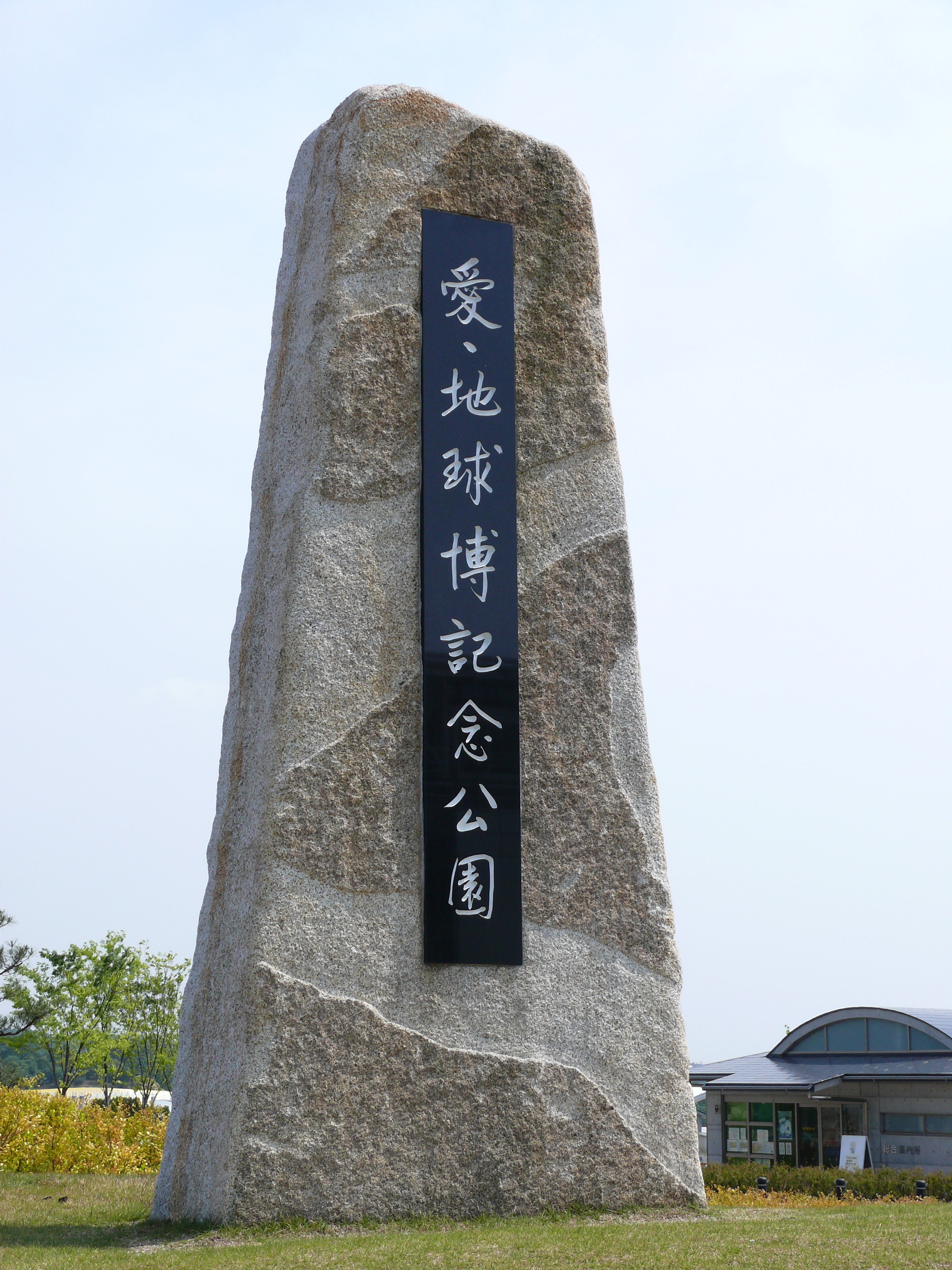
愛・地球博記念公園石碑

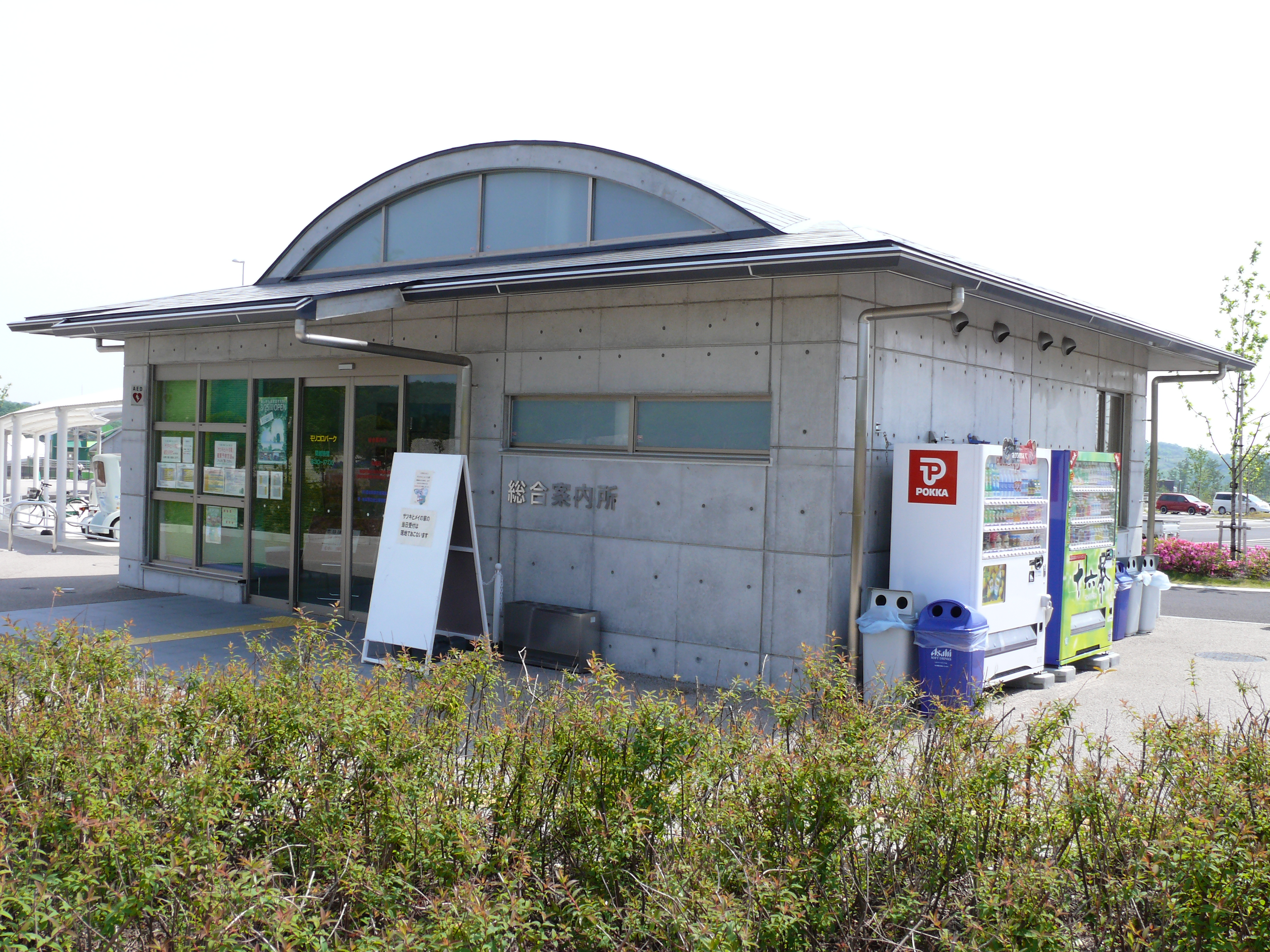
総合案内所

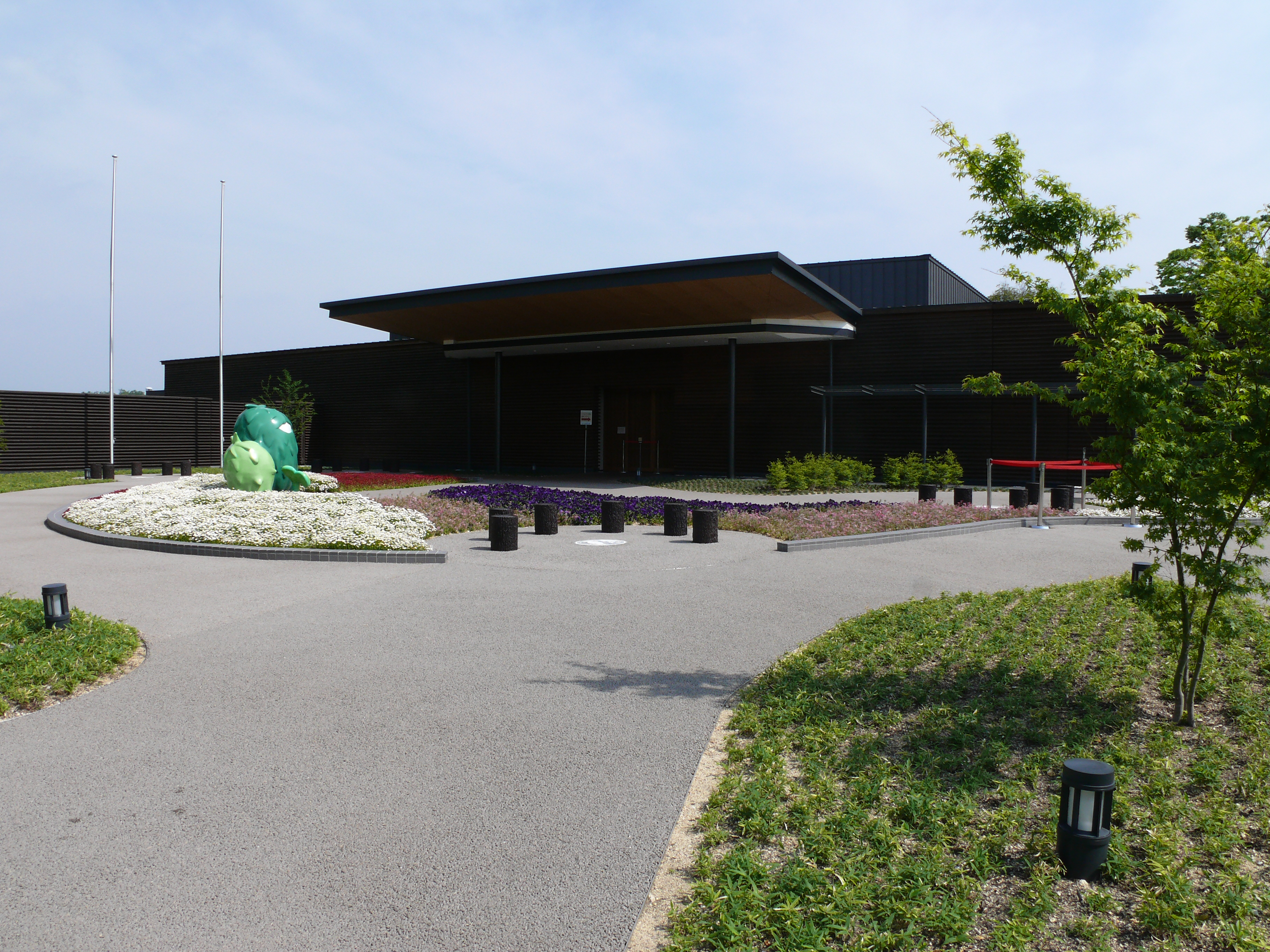
愛・地球博記念館

愛・地球博記念公園（あい・ちきゅうはくきねんこうえん）は、愛知県長久手市にある愛知県営の都市公園（広域公園）。愛称は、モリコロパーク。
愛知青少年公園（あいちせいしょうねんこうえん）の敷地を利用して開催された2005年日本国際博覧会（愛知万博／愛・地球博）長久手会場の跡地に開設された公園である。

## 概要
愛・地球博記念公園は、愛知県長久手市の東部に位置し、敷地面積約190haの広大な面積を有する都市公園（広域公園）。
この公園は、一般県営公園・児童厚生施設の愛知青少年公園（1970年開園・2002年閉園）の敷地を利用して2005年に開催された愛・地球博長久手会場の跡地に整備され2006年7月15日に開園した。
愛・地球博記念公園の基本方針は、「博覧会の理念と成果を継承する」・「青少年公園の歴史を活かした」・「新しいニーズに対応した」・「多様な自然環境を育む」都市公園。整備・活用の方針として、「新しい公園は、健康で精神的な豊かさと楽しさに満ち、県民と共に成長・進化し続ける21世紀型の公園～サスティナブル・パーク～を目指す。」と愛知県の政策上位置づけられている。
この公園の正式名称である「愛・地球博記念公園」と、愛称である「モリコロパーク」は、2006年1月に一般公募により決定された。
2017年5月31日、愛知県は、敷地内に「ジブリパーク」を建設する構想についてスタジオジブリと合意した。「ジブリパーク」は2022年11月1日に開業、当初2023年秋に全面開業する予定としていたが「2023年度内」に変更された。県は波及効果を年間480億円と試算している。

## 施設

### 文化施設
- 愛・地球博記念館（旧・迎賓館：レセプションホール）[13]
- サツキとメイの家（ジブリパーク、どんどこの森内）[14]
- 体験学習室・多目的室・多目的スタジオ
- 地球市民交流センター
- 愛知県児童総合センター（旧・わんパク宝島・ロボットステーション：中学生以下無料。）
  - 大阪万博（1970年）の「フジパンロボット館」のロボットも継続展示。
- あいちアートスクエア
- グローバルループ

### 自然施設
- フィールドセンター もりの学舎（もりのまなびや）・親林楽園
- あいちサトラボ
- こどものひろば「自然体感遊具・散策の森」（会期中と同じ。）
  - 「森のエリア（旧・グローイングヴィレッジ）」「水のエリア」「風のエリア」など。
- 親林楽園（旧・森林体感ゾーン南の森）
  - 自然観察園
  - 展望塔
  - 緑のリサイクルセンター
- 林床花園
- 日本庭園（会期中と同じ。茶室は第2期開園時に再開した。）
- 茶室「香流亭」
- 林床花園（旧・森林体感ゾーン北の森）
- 南部樹林地

### 休養施設
- フレンドシップ広場
- 大芝生広場（旧・愛・地球広場）・お花畑
- 花の広場休憩所
- 屋根つき休憩所（会期中と同じ、旧・遊びと参加ゾーン屋根つき休憩所）

### スポーツ施設
- アイススケート場（同じ建物の中にあった温水プールは2018年9月30日を最後に営業終了。）
- 野球場
- 体育館
- テニスコート・フットサル場（テニス兼用）
- 多目的球技場
- 多目的広場

### レジャー施設
- のりもの体験広場
- こどもの広場（旧・モリゾー・キッコロメッセ前広場）
- 自然体感遊具
- サイクリングコース
- ファミリー愛ランド（旧・モリゾー・キッコロメッセ前広場：有料）
  - 大観覧車（旧・モリゾー・キッコロメッセ前広場：有料）
  - ちびっこ急流ドルフィンパラダイス
  - バッテリーカー
  - あそびの広場　ファンタジア
  - キディランド
- ジブリパーク（「青春の丘」「ジブリの大倉庫」「どんどこ森」は2022年11月1日にオープン、「もののけの里」「魔女の谷」は2023年度にオープン予定。）
- 猫の城遊具（スタジオジブリ映画「猫の恩返し」をモチーフにした遊戯施設だが、ジブリパークとは無関係）

### 管理施設
- 総合案内所

## 主な残存施設
具体的には万博で使用された施設のうち、下記の施設が継続利用されている。（最後の（）内は現在の施設名称。）
- 「グローバルハウス（アイススケート場＝万博会期中は使用不可。再開後、温水プールはジブリパーク建設の為、2018年9月30日に営業終了。）」
- 「地球市民村センターハウス（愛知国際児童年記念館、2011年3月21日閉館）」
- 「わんパク宝島・ロボットステーション（愛知県児童総合センター）」
- 「グローバル・ループ（グローバルコモン3と4の間のみ保存）（同名）」
- 「大観覧車（同名）」
- 「サツキとメイの家（となりのトトロ）（同名）（ジブリパーク、どんどこの森内）」
- 「グローイングヴィレッジ（森の広場）」
- 「自然体感遊具（同名）」
- 「森林体感ゾーン（同名）」
- 「森のビジターセンター（フィールドセンター）」
- 「日本庭園・茶室（同名）」
- 「迎賓館・レセプションホール（愛・地球博記念館）」
- 「レストラン棟（グローバルコモン6）（花の広場休憩所）」
- 「長久手愛知県館・長久手会場愛知県管理棟（西口休憩所）」

また、愛知青少年公園時代にあった設備で会期中は整地され別のパビリオンが建っていた「キャンプ場」・「球技場（野球場・サッカー場等）」も再度整備された。
公園の所有と整備・管理は引き続き愛知県が行うが、公園の種別が一般県営公園から都市計画公園（広域公園）に変更されたことから、総合的な整備と管理を（財）愛知県都市整備協会が請け負い、公園内の施設の一部の管理をかつての公園整備・管理請負者である（財）愛知公園協会（旧愛知青少年公園協会）が行っている。

## かつて存在した公園・施設

### 愛・地球博長久手会場
愛知万博の施設#長久手会場を参照のこと。

### 愛知青少年公園
1970年（昭和45年）11月に、明治100年を記念し、青少年の健全育成と勤労青少年の総合レクリエーションための総合施設・公園・児童厚生施設（児童遊園・大型児童館）として愛知青少年公園（県営公園）が開設された。総面積は約200万平方メートル。
温水プール・アイススケート場・キャンプ場・サイクリング場・愛知県児童総合センター・愛知国際児童年記念館・ベビーゴルフ場・文化施設・宿泊研修施設・野球場などが敷地内に設けられていた。
1979年8月には国際児童年集中記念行事「世界と日本のこども展」が開催され、当時の皇太子夫妻（現・上皇明仁及び上皇后美智子）や大平正芳総理大臣も来賓として訪問した。
また、1993年までは日本万国博覧会（大阪万博）に出展された手塚治虫プロデュースのパビリオン「フジパンロボット館」が移設、設置された。そのロボットは、ロボット館が老朽化により解体された際に、同じ公園内の愛知県児童総合センターに移設、展示され、愛知万博の際は同施設で展開されたパビリオン「わんパク宝島・ロボットステーション」で同時展示された。万博閉幕後に再開された同施設でも、展示は続けられている。
公園までの交通機関として名鉄バスのバスターミナルが設けられ、名古屋市営地下鉄東山線の藤が丘駅前や名鉄瀬戸線の尾張瀬戸駅前や菱野団地方面、土休日には名鉄バスセンター（名古屋駅）とを結ぶバスが運行されていた。尾張瀬戸駅前や菱野団地方面からの乗客を降ろすバス停は閉園まで現在の愛知県立大学長久手キャンパス南門前の地下道の入口前に設けられていた（元々地下道自体がバス利用の来場者を公園まで誘導するために設けられたものであるが、一部はバスターミナル廃止後に埋め立てられた）。バスターミナルの方は1998年4月に愛知県立大学が現在地に移転したのを機に大学の正門前に移転。その後閉園まではかつてのバスターミナル前の歩道にバス停が設けられていた。2005年3月の愛知高速交通東部丘陵線（リニモ）の開業を機に、藤が丘駅・名鉄バスセンター行のバス路線は廃止され、尾張瀬戸駅前や菱野団地方面を結ぶバスも土・休日に数本が運転されるのみ。バスターミナル跡地は現在、リニモの利用者向けパーク＆ライド用駐車場の敷地の一部となっている。また、愛知県立大学南門前から愛知県道209号愛・地球博記念公園瀬戸線をまたぐように伸びる地下道はこのバスターミナルから藤が丘駅行や名鉄バス名古屋営業所へ回送する車両の誘導路として設けられたものの名残である。
2000年9月に2005年日本国際博覧会（愛知万博、愛・地球博）の主会場が瀬戸会場（海上の森）から、本公園（長久手会場）へ変更され、その工事を開始するために2002年3月31日をもって、閉園となり、2002年4月1日より2005年日本国際博覧会協会へ公園管理を移管。一部の施設は万博のパビリオンに活用するため、改装・改築工事が実施され、もしくは、取り壊されて敷地が万博施設の建設地に流用されるなどした。
管理棟・研修宿泊棟などは取り壊され、入場ゲートやパビリオンなどの用地に活用された。
万博会期中は、「温水プール・アイススケート場」は、「グローバルハウス」として、「愛知国際児童年記念館」は、「地球市民村センターハウス」として、「愛知県児童総合センター」は「わんパク宝島・ロボットステーション」に、「球技場の照明」は「グローバルコモン3」の照明としてそれぞれ活用された。また、園内の「こいの池」は「夜間イベント（こいの池のイブニング）」の会場として、「給水塔」は雲の柄に塗り替えられた上で万博の給水設備として利用された。

## 歴史・年表

### 愛知青少年公園
- 1968年 - 工事着工[3]。
- 1970年（昭和45年）11月1日 -  開園（中央管理棟、野外スポーツ施設、児童遊園等）。
- 1971年 - 宿泊棟、ロボット館、第2キャンプ場設置。
- 1972年 - 体育文化棟、講堂棟、プール、サイクリングコース、野外ステージ設置。
- 1979年 - 冒険ひろば、国際児童年記念行事開催。
- 1981年7月4日 - 愛知国際児童年記念館設置。
- 1986年 - 第2野球場設置。
- 1994年11月16日 - 温水プール・アイススケート場設置。
- 1996年7月24日 - 児童総合センター設置。
- 2000年 - 博覧会会場として選定。
- 2002年3月31日 - 閉園。

### 愛・地球博長久手会場
- 2002年
  - 4月1日 - 2005年日本国際博覧会協会に公園管理が移管される。
  - 9月27日 - 「広域公園」として都市計画決定。
- 2005年
  - 3月25日 - 愛・地球博開幕。「長久手会場」として公園を活用。
  - 9月25日 - 愛・地球博閉幕。

### 愛・地球博記念公園

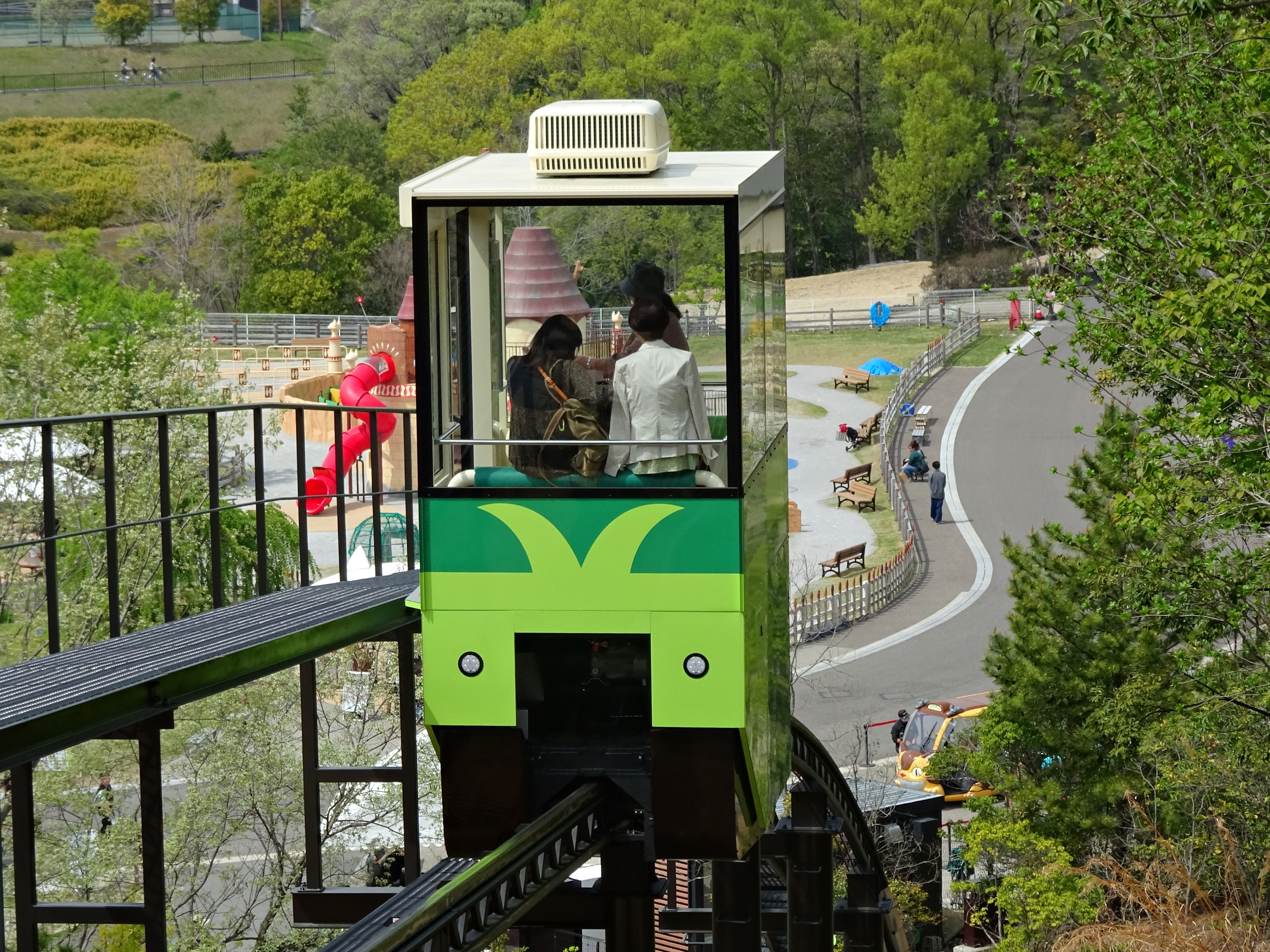
モリゾーとキッコロのデザインが施されているスロープカー
（キッコロ側・2024年3月16日運行開始）

- 2006年7月15日 - 第1期開園「愛・地球博記念公園」として、旧遊びと参加ゾーンの部分が再開園[16]。
- 2007年3月25日 - 第2期開園。
- 2009年
  - 4月 - 南駐車場設置。
  - 9月 - 野球場設置。
- 2010年10月1日 - 第3期開園、地球市民交流センター設置。
- 2012年
  - 4月 - テニスコート、フットサル場、サイクリングコース設置。
  - 10月 - 多目的球技場設置（全面天然芝）。
- 2013年6月 - 里山実験フィールドあいちサトラボ設置。
- 2015年9月12日 - 愛・地球博10年を記念して第32回全国都市緑化フェア（愛称：花と緑の夢あいち2015）のメイン会場として使用。
- 2018年9月30日 - 温水プールが営業を終了。

## 愛・地球博記念行事
毎年開幕・閉幕周年事業として、イベント、観覧車のライトアップなどを行うこととなっている。
毎年12月に、本公園内をコースとして「愛知万博メモリアル・愛知県市町村対抗駅伝競走大会」（略称：「愛知駅伝」）が実施される。
- 愛知駅伝実行委員会が主催。
- メモリアルイベントを通じて愛知万博を次世代へ語り継ぐことと同時に、愛知県内各市町村の交流、市町村合併後の一体化の促進、県民意識の高揚、県民スポーツの振興を主目的として実施される。
- 第1回は2006年12月2日（土曜日）に実施された。当日はサツキとメイの家の観覧は中止された。

2025年には当地で20周年記念事業が行われている。

## 交通アクセス

### 鉄道
- 名古屋市営地下鉄東山線の藤が丘駅または愛知環状鉄道・愛知環状鉄道線の八草駅で愛知高速交通東部丘陵線（リニモ）に乗り換え、愛・地球博記念公園駅下車、徒歩ですぐ。

### 路線バス
- 名鉄瀬戸線の尾張瀬戸駅より、名鉄バス（18）系統、陶磁美術館経由、愛・地球博記念公園行きで、「愛・地球博記念公園」停留所で下車。なお当路線は、土日祝日のみの運行である。また2022年11月1日より、当路線の平日の臨時運行が開始された。なお、平日の臨時運行は、尾張瀬戸駅〜愛・地球博記念公園まで直通運行である。

- 【109】名鉄バスセンター - 愛・地球博記念公園（ジブリパーク）
  - 2022年11月1日より、同施設のジブリパークの開業に合わせて、愛・地球博記念公園まで路線を延伸し、新たに停留所が新設され、名鉄バスセンター - 愛・地球博記念公園まで一部時間帯を除いて、直通で運行される。
- 赤池駅 - 愛・地球博記念公園西口
  - 2023年10月1日より、名古屋市営地下鉄鶴舞線、名鉄豊田線の赤池駅から、名古屋商科大学、愛・地球博記念公園西口、公園西駅を結ぶ路線バスの試験運用が開始される。試験運用は、2024年3月31日まで実施する予定である。運行日は、日曜祝日と一部の土曜日に運行される予定である。

- 高速バス
  - にしみのライナー（名神大垣・安八経由名古屋駅行き）

## その他
アイススケート場は、つるまいかだによるフィギュアスケート漫画『メダリスト』の作中に登場する。